# GPS Stekene
GPS Stekene is een lokale partij in de gemeente Stekene in de Belgische provincie Oost-Vlaanderen en staat voor Groen Progressief Sociaal Stekene. Deze lijst kwam voor het eerst op bij de gemeenteraadsverkiezingen in het jaar 2000. GPS Stekene is een verruiming van Groen! Stekene en heeft 2 zetels in de gemeenteraad.